# Щолково
Що́лково (рос. Щёлково) — місто, адміністративний центр Щолковського міського округу Московської області, Росія.

## Географія
Розташоване за 13 км на північний схід від Москви, на річці Клязьма.

## Історія

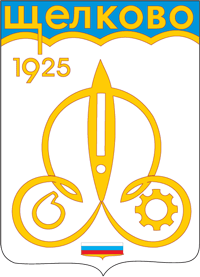
Герб Щолкова (1975)

Перші письмові згадки про село Щолково були в середині 16 століття, а вже з 18 століття, будучи володіннями Троїце-Сергієвої лаври, воно стало економічним центром нинішньої території. З 17 серпня 1925 року, в результаті об'єднання селища Щолково, сіл Хомутова та Соболево, Щолково має статус міста.

## Населення
Населення — 110411 осіб (2010; 112865 у 2002).

## Господарство

### Промисловість
Сьогодні Щолково — один із найрозвинутіших промислових центрів Московської області. У місті знаходяться бавовняний комбінат, фабрика «Славія», електронасосноагрегатний завод, Щолковська птахофабрика, НДІ «Хіммаш», хлібзавод, завод дорогоцінних металів, завод з виробництва вітамінів, меблева фабрика, Сбербанк, Центральний телеграф.

## Транспорт
У межах міста розташовані такі зупинні пункти і залізничні станції: Соколовська, Воронок, Щолково, Гагарінська, Чкаловська, Бахчиванджі.

### Культура
У місті діють близько 100 муніципальних закладів культури, в тому числі 35 клубів і 40 бібліотек.

### ЗМІ
Видаються газета «Время», «Щелковчанка» та «НА РУССКОМ РУБЕЖЕ».
Телекомпанія «Щолково» 41 дециметровий канал.

## Відомі особистості
- Зайцев Олександр Леонідович (1945) — спеціаліст по радіолокації астероїдів, синтезу і передачі міжзоряних радіопослань, доктор фізико-математичних наук
- Андронов Анатолій Васильович (1951) — герой Російської Федерації, заслужений льотчик-випробувач СРСР, полковник. Нагороджений українським орденом «За мужність» III ступеня.

## Міста-побратими
- Латвія, Талсі
- Німеччина, Гемер
- Фінляндія, Лох'я
- Білорусь, Гродно
- Росія, Ахтубінськ

Колишні або в стані припинення
- Україна, Бровари[3]